# Винсент дю Виньо
Винсент дю Виньо (на английски: Vincent du Vigneaud) е американски биохимик, лауреат на Нобелова награда за химия от 1955 г. „за работата му по биохимически важни серни съединения, особено за първия синтез на полипептиден хормон“. Става известен с работата си по цикличния пептид окситоцин.

## Биография
Винсент дю Виньо се ражда в Чикаго. Има френски произход, син на Алфред дю Виньо, автомобилен конструктор, и Мария Тереза дю Виньо. Завършва средното си образование в Чикаго през 1918 г. Той започва да изучава химия в Университета на Илинойс в Ърбана-Шампейн. По това време влияние му оказват лекции на Карл Шип Марвел. След като завършва магистърската си степен през 1924 г., той започва работа в Дюпон. На 12 юни 1924 г. се жени за Зела Зон Форд. През 1924 г. възобновява академичната си кариера и се присъединява към Джон Р. Мърлин в Рочестърския университет. Там той защитава докторската си дисертация на тема Сярата в инсулина през 1927 г.
След това заема постдокторантска позиция при Джон Джейкъб Абел в Университета „Джонс Хопкинс“ до 1928 г., когато заминава за Европа като член на Националния съвет за научни изследвания и започва работа съвместно с Макс Бергман в Института Кайзер Вилхелм в Дрезден, а след това и с Джордж Барджър в Единбургския университет. След това се завръща в Илинойския университет, където започва работа като професор.
По-късно се премества в медицинското училище към Университета Джордж Вашингтон във Вашингтон през 1932 г. и в медицинския колеж към Университета „Корнел“ в Ню Йорк през 1938 г. Той остава там до емерита си през 1967 г. След като се пенсионира продължава да работи към Университета „Корнел“ в Итака.
През 1974 г. претърпява инсулт, който слага край на академичната му кариера. Умира през 1978 г., година след смъртта на жена си.

## Научна кариера
Кариерата на Винсент дю Виньо се характеризира от интерес към сярата, протеините и особено пептидите. Дори преди работата си, за която получава Нобелова награда, по изясняването и синтезирането на окситоцина и вазопресина, той си печели репутация с усилията си върху инсулина, биотина, пеницилина и трансметилацията.
Той също започва да изследва поредица от връзки структура-активност за окситоцина и вазопресина. Тази негова работа кулминира с публикуването на книгата му A Trail of Research in Sulphur Chemistry and Metabolism and Related Field.
От 1944 г. е член на Националната академия на науките на САЩ.